# Transformers: War for Cybertron
Transformers: War for Cybertron är en tredjepersonsskjutare utvecklat av High Moon Studios och utgivet av Activision. Det släpptes i Nordamerika den 22 juni 2010 och i PAL-regionen den 25 juni 2010 till Xbox 360, Playstation 3 och Microsoft Windows. Två bärbara versioner släpptes till Nintendo DS, ett med en Autobot-kampanj, den andra med en Decepticon-kampanj. Ett spel till Wii under titeln Transformers: Cybertron Adventures  utvecklades av Next Level Games och utnyttjar samma figurer och miljöer som i War for Cybertron. En uppföljare under titeln Transformers: Fall of Cybertron släpptes den 21 augusti 2012 i Nordamerika och den 24 augusti i Europa.
Spelet äger rum på planeten Cybertron, innan Transformers ankomst till Jorden. Autobots och Decepticons strider mot varandra i ett inbördeskrig. Spelet kan spelas med start från varje fraktions perspektiv, men börjar kronologiskt med Decepticons kampanj. Spelet kretsar kring användningen av ett ämne som kallas för Dark Energon, som den onde Decepticon-ledaren Megatron tror gör det möjligt för honom att föra tillbaka planeten till vad han refererar till en guldålder.
War for Cybertron fick mestadels positiva recensioner från recensenter, som citerade det som en förbättring jämfört med tidigare Transformers-spel. Recensenterna ansåg att spelets flerspelarlägen var solida, men att spelets grafik var repetitivt med tanke på spelets miljö.

## Figurer
| Figur          | Röst                   | Noter                                                                           |
| Autobots       | Autobots               | Autobots                                                                        |
| -------------- | ---------------------- | ------------------------------------------------------------------------------- |
| Arcee          | Kari Wahlgren          | Uppblåsbar som flerspelarfigur                                                  |
| Air Raid       | Liam O'Brien           |                                                                                 |
| Bumblebee      | Johnny Yong Bosch      |                                                                                 |
| Ironhide       | Keith Szarabajka       |                                                                                 |
| Jazz           | Scott Whyte            | Tidigare en förhandsbokningsbonus Nedladdningsbart innehåll för flerspelarläget |
| Jetfire        | Troy Baker             |                                                                                 |
| Omega Supreme  | Fred Tatasciore        | Ej spelbar i kampanjläget och flerspelarläget                                   |
| Optimus Prime  | Peter Cullen           |                                                                                 |
| Ratchet        | Fred Tatasciore        |                                                                                 |
| Scattershot    |                        | Nedladdningsbart innehåll för flerspelarläget                                   |
| Sideswipe      | Travis Willingham      |                                                                                 |
| Silverbolt     | Patrick Seitz          |                                                                                 |
| Warpath        | Jamieson Price         |                                                                                 |
| Zeta Prime     | Troy Baker             | Nedladdningsbart innehåll för flerspelarläget och kampanjläget                  |
| Decepticons    |                        |                                                                                 |
| Barricade      | Steve Blum             |                                                                                 |
| Brawl          | Nolan North            |                                                                                 |
| Breakdown      | Crispin Freeman        |                                                                                 |
| Dead End       |                        | Nedladdningsbart innehåll för flerspelarläget                                   |
| Demolishor     |                        | Tidigare en förhandsbokningsbonus Nedladdningsbart innehåll för flerspelarläget |
| Frenzy         | Keith Silverstein      | Ej spelbar i kampanjläget och flerspelarläget                                   |
| Laserbeak      |                        | Ej spelbar i kampanjläget och flerspelarläget                                   |
| Megatron       | Fred Tatasciore        |                                                                                 |
| Onslaught      | Brad Davidorf          | Nedladdningsbart innehåll för flerspelarläget                                   |
| Rumble         | Keith Silverstein      | Ej spelbar i kampanjläget och flerspelarläget                                   |
| Shockwave      | Steve Blum             | Tidigare en förhandsbokningsbonus Nedladdningsbart innehåll för flerspelarläget |
| Skywarp        | Richard Epcar          |                                                                                 |
| Slipstream     | Jessica Straus         | Uppblåsbar som flerspelarfigur                                                  |
| Soundwave      | Isaac C. Singleton Jr. |                                                                                 |
| Starscream     | Sam Riegel             |                                                                                 |
| Thundercracker | Graham McTavish        |                                                                                 |
| Trypticon      | Fred Tatasciore        | Ej spelbar i kampanjläget och flerspelarläget                                   |